# 米爾斯 (加利福尼亞州)
米爾斯（英語：Meares）是位於美國加利福尼亞州莫多克縣的一個非建制地區。該地的面積和人口皆未知。

## 地理
米爾斯的座標為41°37′15″N 121°11′56″W / 41.62083°N 121.19889°W，而該地的平均海拔高度為1348米（即4423英尺）。